# توپ طلای ۱۹۶۹
توپ طلای ۱۹۶۹ (فرانسوی: 1969 Ballon d'Or‎) ۱۴مین رویداد سالیانهٔ توپ طلا بود که از سوی مجلهٔ فرانس فوتبال به بهترین بازیکن فوتبال در سال ۱۹۶۹ اعطا گردید که در این سال، جانی ریورا برندهٔ توپ طلا شد.

## رتبه‌بندی
| ردیف | نام                   | باشگاه                         | ملیت                             | امتیاز |
| ---- | --------------------- | ------------------------------ | -------------------------------- | ------ |
| ۱    | جانی ریورا            | باشگاه فوتبال آ.ث. میلان       | ایتالیا                          | ۸۳     |
| ۲    | لوئیجی ریوا           | باشگاه فوتبال کالیاری          | ایتالیا                          | ۷۹     |
| ۳    | گرد مولر              | باشگاه فوتبال بایرن مونیخ      | آلمان غربی                       | ۳۸     |
| ۴    | یوهان کرایف           | باشگاه فوتبال آژاکس آمستردام   | هلند                             | ۳۰     |
| ۴    | اوه کیندوال           | باشگاه فوتبال فاینورد          | سوئد                             | ۳۰     |
| ۶    | جرج بست               | باشگاه فوتبال منچستر یونایتد   | ایرلند شمالی                     | ۲۱     |
| ۷    | فرانتس بکن‌باوئر       | باشگاه فوتبال بایرن مونیخ      | آلمان غربی                       | ۳۶     |
| ۸    | پیرینو پراتی          | باشگاه فوتبال آ.ث. میلان       | ایتالیا                          | ۱۷     |
| ۹    | پیتر ژخوف             | باشگاه فوتبال زسکا صوفیه       | بلغارستان                        | ۱۴     |
| ۱۰   | جک چارلتون            | باشگاه فوتبال لیدز یونایتد     | انگلستان                         | ۱۰     |
| ۱۱   | آلبرت شسترنیوف        | باشگاه فوتبال زسکا مسکو        | اتحاد جماهیر شوروی               | ۸      |
| ۱۲   | دراگان دزاجیچ         | باشگاه فوتبال ستاره سرخ بلگراد | جمهوری فدرال سوسیالیستی یوگسلاوی | ۶      |
| ۱۳   | فرانسیس لی            | باشگاه فوتبال منچستر سیتی      | انگلستان                         | ۴      |
| ۱۳   | مارتین پیترز          | باشگاه فوتبال وستهام یونایتد   | انگلستان                         | ۴      |
| ۱۵   | یوزف آدامیک           | باشگاه فوتبال اسپارتاک ترناوا  | چکسلواکی                         | ۳      |
| ۱۵   | بابی چارلتون          | باشگاه فوتبال منچستر یونایتد   | انگلستان                         | ۳      |
| ۱۵   | آنجلو بندیکتو سورمانی | باشگاه فوتبال آ.ث. میلان       | ایتالیا                          | ۳      |
| ۱۸   | فرنک بنه              | باشگاه فوتبال اویپشت           | مجارستان                         | ۲      |
| ۱۸   | آندری کواشنیاک        | KV Mechelen                    | چکسلواکی                         | ۲      |
| ۱۸   | Louis Pilot           | باشگاه فوتبال استاندارد لیژ    | لوکزامبورگ                       | ۲      |
| ۱۸   | Giorgos Sideris       | باشگاه فوتبال المپیاکوس        | یونان                            | ۲      |
| ۱۸   | مانوئل ولاسکس         | باشگاه فوتبال رئال مادرید      | اسپانیا                          | ۲      |
| ۲۳   | بیلی برمنر            | باشگاه فوتبال لیدز یونایتد     | اسکاتلند                         | ۱      |
| ۲۳   | کازیمیرز دینا         | باشگاه فوتبال لگیا ورشو        | لهستان                           | ۱      |
| ۲۳   | Mimis Domazos         | باشگاه فوتبال پاناتینایکوس     | یونان                            | ۱      |
| ۲۳   | گیلبرت گرس            | باشگاه فوتبال اشتوتگارت        | فرانسه                           | ۱      |
| ۲۳   | جیمی جانستون          | باشگاه فوتبال سلتیک            | اسکاتلند                         | ۱      |
| ۲۳   | ووجیمش لوبانسکی       | باشگاه فوتبال گورنیک زابژه     | لهستان                           | ۱      |
| ۲۳   | Vladimir Muntyan      | باشگاه فوتبال دینامو کی‌یف      | اتحاد جماهیر شوروی               | ۱      |
| ۲۳   | ویلفرید فان موئر      | باشگاه فوتبال استاندارد لیژ    | بلژیک                            | ۱      |
| ۲۳   | ایوو ویکتور           | دوکلا پراگ                     | چکسلواکی                         | ۱      |